# (25615) Votroubek
(25615) Votroubek est un astéroïde de la ceinture principale d'astéroïdes.

## Description
(25615) Votroubek est un astéroïde de la ceinture principale d'astéroïdes. Il fut découvert le 3 janvier 2000 à Socorro (Nouveau-Mexique) par le projet LINEAR. Il présente une orbite caractérisée par un demi-grand axe de 2,28 UA, une excentricité de 0,15 et une inclinaison de 8,3° par rapport à l'écliptique.

## Compléments